# محاسبات با توان عملیاتی بالا
در علوم رایانه، محاسبات پُرتَوان (High-throughput computing) یا محاسبات با توان عملیاتی بالا یا اچ‌تی‌سی (HTC)، استفاده از منابع محاسباتی متعدد در بازه‌های زمانی طولانی برای انجام یک وظیفه محاسباتی است. در محاسبات پرتوان تمرکز بر تعداد کل وظایف انجام‌شده در یک مدت طولانی (مثلاً ماه‌ها یا سال‌ها) است، نه سرعت انجام آن‌ها. این سامانه‌ها بر انجام وظایف مستقل در منابع مختلف تأکید دارند. اچ‌تی‌سی برخلاف محاسبات پرقدرت (HPC) که بر پردازش‌های سریع‌تر تمرکز دارد، عملیات محاسباتی طولانی‌تر اما با توان عملیاتی بالا را هدف قرار می‌دهد.
اچ‌تی‌سی بر توان عملیاتی طولانی‌مدت متمرکز است، در حالی که HPC بر قدرت محاسباتی سریع تمرکز دارد. MTC نیز بین این دو پل می‌زند.

## چالش‌ها
جامعه اچ‌تی‌سی به قابلیت اطمینان و استحکام کارها در بازه‌های زمانی طولانی توجه دارد؛ یعنی ساخت یک سامانهٔ مطمئن از اجزای غیرمطمئن. برخی سیستم‌های اچ‌تی‌سی مثل HTCondor و PBS از منابع فرصت‌طلبانه استفاده می‌کنند، اما این محیط عملیاتی چالش‌برانگیز است. سامانه باید محیطی مطمئن برای کارهای کاربران فراهم کند، در حالی که باید کنترل کامل منابع را برای صاحبان حفظ کند.

## مقایسه توان عملیاتی بالا، کارایی بالا و چندکارگی
تفاوت‌های زیادی بین محاسبات با توان عملیاتی بالا (HTC)، محاسبات با کارایی بالا (HPC) و محاسبات چندکارگی (MTC) وجود دارد.
ویژگی بارز وظایف با کارایی بالا، نیاز به قدرت محاسباتی فراوان برای دوره‌های زمانی کوتاه است که آن‌ها با این ویژگی نیز شناخته می‌شوند. با این حال هرچند که وظایف با توان عملیاتی بالا به محاسبات زیادی نیاز دارند، اما زمان مورد نیاز آن‌ها مربوط به مقیاس‌های بزرگ‌تری (ماه و سال، به جای ساعت‌ها و روزها) است. محیط‌های با کارایی بالا اغلب بر حسب فلاپس اندازه‌گیری می‌شوند.
با این حال، دغدغه جامعه اچ‌تی‌سی، تعداد عملیات‌های انجام شده در ثانیه نیست، بلکه به تعداد عملیات‌های انجام شده در ماه یا سال می‌پردازد؛ بنابراین، حوزه اچ‌تی‌سی بیشتر به این موضوع می‌پردازد در یک بازه زمانی طولانی، چه تعداد عملیات را می‌تواند انجام داد، نه اینکه چقدر سریع می‌توان آن‌ها را به اتمام رساند.
به عنوان یک تعریف جایگزین، زیرساخت شبکه اروپا، محاسبات با توان عملیاتی بالا را به عنوان «یک پارادایم محاسباتی که بر اجرای کارآمد تعداد زیادی از وظایف با اتصال آزاد تمرکز می‌کند» تعریف می‌کند، در حالی که سیستم‌های با کارایی بالا بر انجام وظایف موازی تمرکز می‌کنند و باید در یک محل خاص با اتصالات کم تأخیر اجرا شوند.
یک دیگر از تفاوت‌ها این است که سیستم‌های مبتنی بر محاسبات با توان عملیاتی بالا، مستقل می‌باشند و می‌توانند به صورت جداگانه برای استفاده از منابع محاسباتی مختلف برنامه‌ریزی شوند. در واقع، سیستم‌های مبتنی بر محاسبات با توان عملیاتی بالا، با استفاده از فناوری‌ها و تکنیک‌های مختلف رایانش مشبک به این امر دست می‌یابند.
در نهایت، محاسبات چندکارگی (MTC) تلاش می‌کند فاصله بین محاسبات با توان عملیاتی بالا و محاسبات با کارایی بالا را پر کند. MTC ویژگی‌های محاسبات با توان محاسباتی بالا را دارا است، اما تفاوت آن در استفاده از منابع محاسباتی زیاد در دوره‌های زمانی کوتاه، برای انجام تعداد زیادی وظایف محاسباتی است که در آن، معیارهای اولیه بر حسب ثانیه اندازه‌گیری می‌شوند (مانند فلاپس، وظیفه بر ثانیه، نرخ ورودی/خروجی مگابایت بر ثانیه). به‌طور کلی محاسبات چندکارگی، محاسبات با کارایی بالا را در کنار چندین عملیات متمایز، همراه با عملیات‌های سامانه فایل‌بندی قرار می‌دهد.